# Julie Rauscha
Julie Rauscha (* 7. April 1878 als Julia Haiden in Wiener Neustadt, Niederösterreich; † 19. Februar 1926 ebenda) war eine österreichische Politikerin (SDAP).

## Leben
Julia Haiden, wie sie mit Geburtsnamen hieß, wuchs in einem sozialdemokratischen Elternhaus auf und begann nach der Schule im Alter von 15 Jahren als Arbeiterin in der Drahtstiftenfabrik Burkhardt in Wiener Neustadt zu arbeiten. In jungen Jahren heiratete sie den Dreher Robert Rauscha, mit dem sie im Lauf der Zeit zwei Töchter bekam.
Julie Rauscha wurde später Heimarbeiterin und trat danach dem Verein der Heim- und Hausarbeiterinnen bei, deren Vorsitzende sie auch wurde. Im Ersten Weltkrieg musste sie wie andere Frauen Arbeit in der Munitionsfabrik in Wöllersdorf verrichten, kehrte danach jedoch wieder als Hausfrau nach Hause zurück.
Ihr erstes politisches Amt bekleidete sie ab 1918, als sie für die Sozialdemokratische Partei in den Gemeinderat von Wiener Neustadt gewählt wurde. Ein Jahr später, im Juni 1919 zog sie, ebenfalls für die Sozialdemokraten, als Abgeordnete in die Konstituierende Nationalversammlung ein, weil der vorgelistete Bürgermeister von Wiener Neustadt Anton Ofenböck verzichtete. Als im November 1920 erstmals der Nationalrat zusammentrat, nahm Julie Rauscha ebenfalls ein Abgeordnetenmandat wahr.
Innerhalb der SDAP war Julie Rauscha Mitglied des Landesparteivorstandes für die Bundesländer Wien und Niederösterreich.
Julie Rauscha wurde 47 Jahre alt. Sie starb im Februar 1926 infolge einer schweren Lungenentzündung.